# VV Cephei

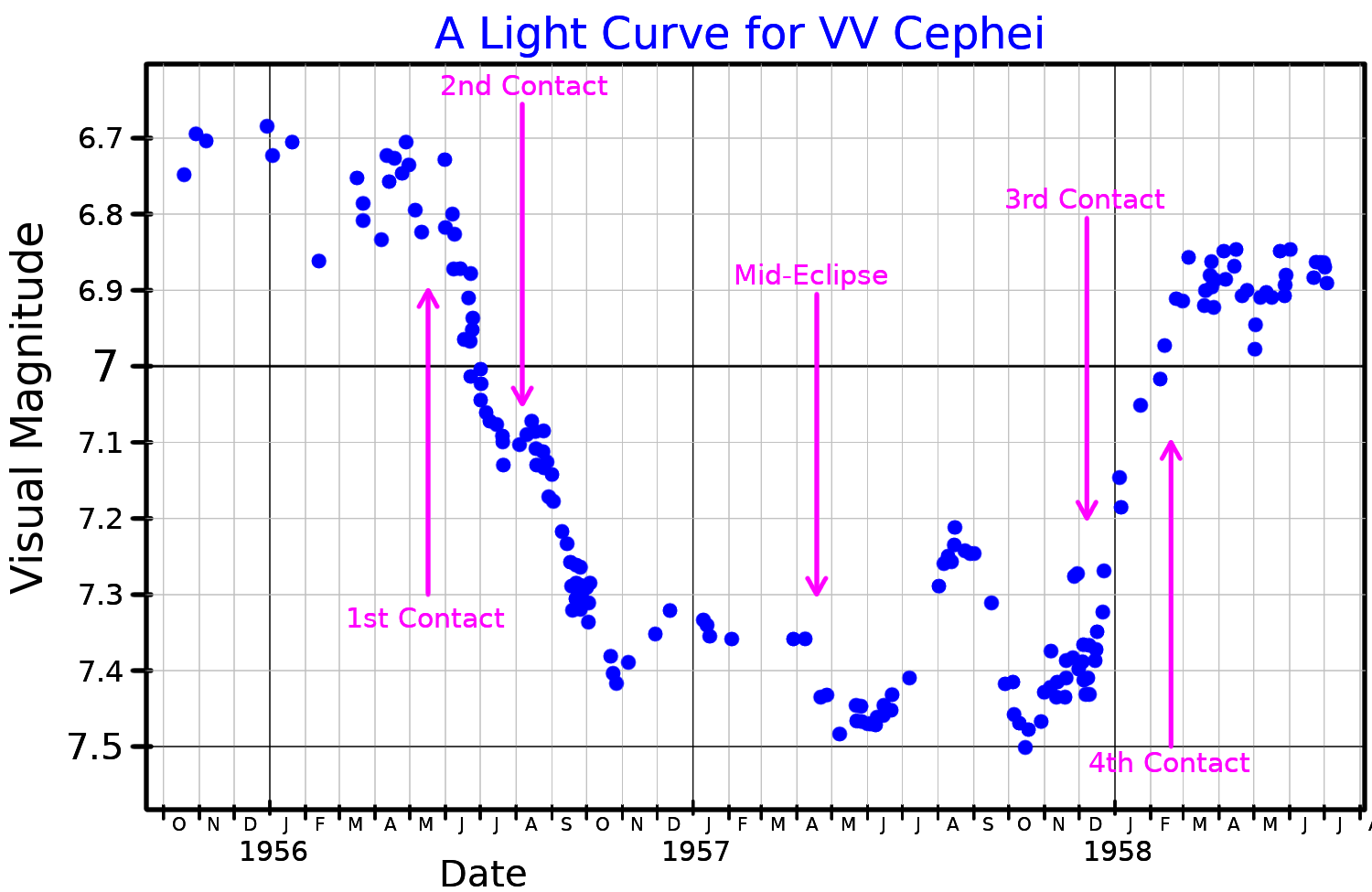
Lichtkromme van VV Cep

VV Cephei is een dubbelstersysteem in het sterrenbeeld Cepheus, zo'n 2400 lichtjaar van de Aarde.
VV Cephei A is een rode hyperreus met een straal van 1600-1900 zonneradii, wat het een van de grootste bekende sterren maakt. VV Cephei B is een blauwe protoster. Hiernaast heeft VV Cephei A een massa van 25-40 keer de Zon maar misschien tot zelfs wel 100 keer de massa van de Zon en is ze 275.000-575.000 keer helderder dan onze eigen zon.